# ان‌جی‌سی ۲۲۶۴
ان‌جی‌سی ۲۲۶۴ یک سحابی نشری است که در کنار خوشه درخت کریسمس ٬ خوشه برف٬سحابی پوست روباه و سحابی مخروط قرار دارد
این سحابی به طور تقریبی تا زمین ۲۶۰۰ سال نوری فاصله دارد.